# Mathieu Deplagne
Mathieu Deplagne (Pau, 1 oktober 1991) is een Frans voetballer die doorgaans als rechtsback speelt.

## Clubcarrière
Deplagne komt uit de jeugdacademie van Montpellier HSC. Hij debuteerde voor Montpellier HSC in de Ligue 1 tijdens het seizoen 2011/12 en werd direct landskampioen. Hij concurreerde daar voor een plek op de rechtsachterpositie met onder meer Garry Bocaly en Yassine Jebbour. Hij verruilde Montpellier HSC in juli 2017 voor Troyes AC. In 2019 en 2020 speelde Deplagne in de Major League Soccer voor FC Cincinnati. In 2021 komt hij uit voor San Antonio FC in het USL Championship.